# Tommi Huhtala
Tommi Huhtala, född 7 december 1987 i Tammerfors, är en finländsk före detta professionell ishockeyspelare.
Huhtala representerade Ilves, Ässät, Esbo Blues, Jokerit, Adler Mannheim, HV71 och Kiekko-Espoo under karriären.